# وحشت ۱۸۱۹
وحشت ۱۸۱۹ اولین بحران مالی گسترده و بادوام در ایالات متحده آمریکا بود که توسعه و گسترش به سمت غرب را در کمربند پنبه کند کرد و به دنبال آن فروپاشی عمومی اقتصاد آمریکا تا سال ۱۸۲۱ ادامه یافت. این واقعه باعث گذار اقتصاد آمریکا از وضعیت تجاری استعماری خود با اروپا به سمت یک اقتصاد مستقل شد.
اگرچه رکود ناشی از تعدیل‌های بازار جهانی پس از جنگ‌های ناپلئونی بود، اما شدت آن با سفته‌بازی‌های بیش از حد در حوزه زمین‌های عمومی، که توسط چاپ بی‌بند و بار پول کاغذی از سوی بانک‌ها و نگرانی‌های تجاری تقویت شد، تشدید شد.